# Élections cantonales de 2011 dans le Territoire de Belfort
Les élections cantonales ont eu lieu les 20 et 27 mars 2011.

## Contexte départemental

### Assemblée départementale sortante
Avant les élections, le conseil général du Territoire de Belfort est présidé par Yves Ackermann (PS). Il comprend 15 conseillers généraux issus des 15 cantons du Territoire de Belfort. 8 d'entre eux sont renouvelables lors de ces élections.
| Parti                             | Sigle | Élus |
| --------------------------------- | ----- | ---- |
| Majorité (11 sièges)              |       |      |
| Parti socialiste                  | PS    | 7    |
| Mouvement républicain et citoyen  | MRC   | 3    |
| Divers gauche                     | DVG   | 1    |
| Opposition (4 sièges)             |       |      |
| Union pour un mouvement populaire | UMP   | 3    |
| Mouvement démocrate               | MoDem | 1    |
| Président du conseil général      |       |      |
| Yves Ackermann (PS)               |       |      |

## Résultats à l'échelle du département

### Résultats en nombre de sièges
| Parti | Sièges mis en jeu | Élus | Évolution |
| ----- | ----------------- | ---- | --------- |
| PS    | 4                 | 3    | -1        |
| MRC   | 2                 | 1    | -1        |
| EELV  | 0                 | 1    | +1        |
| MoDem | 1                 | 1    | =         |
| UMP   | 1                 | 2    | +1        |

### Assemblée départementale à l'issue des élections
| Parti                             | Sigle | Sigle | Élus |
| --------------------------------- | ----- | ----- | ---- |
| Majorité (10 sièges)              |       |       |      |
| Parti socialiste                  |       | PS    | 6    |
| Divers gauche                     |       | DVG   | 2    |
| Mouvement républicain et citoyen  |       | MRC   | 1    |
| Europe Écologie Les Verts         |       | EELV  | 1    |
| Opposition (5 sièges)             |       |       |      |
| Union pour un mouvement populaire |       | UMP   | 4    |
| Mouvement démocrate               |       | MoDem | 1    |
| Président du conseil général      |       |       |      |
| Yves Ackermann (PS)               |       |       |      |

## Résultats par canton

### Canton de Belfort-Centre
| Candidats      | Candidats            | Étiquette      | Premier tour | Premier tour | Second tour | Second tour |
| Candidats      | Candidats            | Étiquette      | Voix         | %            | Voix        | %           |
| -------------- | -------------------- | -------------- | ------------ | ------------ | ----------- | ----------- |
|                | Damien Meslot*       | UMP            | 946          | 40,15        | 1 295       | 56,18       |
|                | Francine Gallien     | PS             | 480          | 20,37        | 1 010       | 43,82       |
|                | Anaïs Brubion        | FN             | 426          | 18,08        |             |             |
|                | Eva Pedrocchi        | EÉLV           | 280          | 11,88        |             |             |
|                | Marie-Claude Beureut | PCF            | 167          | 7,09         |             |             |
|                | Christian Leblanc    | PRG            | 57           | 2,42         |             |             |
|                |                      |                |              |              |             |             |
| Inscrits       | Inscrits             | Inscrits       | 5 627        | 100,00       | 5 627       | 100,00      |
| Abstentions    | Abstentions          | Abstentions    | 3 209        | 57,03        | 3 128       | 55,59       |
| Votants        | Votants              | Votants        | 2 418        | 42,97        | 2 499       | 44,41       |
| Blancs et nuls | Blancs et nuls       | Blancs et nuls | 62           | 2,56         | 194         | 7,76        |
| Exprimés       | Exprimés             | Exprimés       | 2 356        | 97,44        | 2 305       | 92,24       |

*sortant

### Canton de Belfort-Est
| Candidats      | Candidats             | Étiquette      | Premier tour | Premier tour | Second tour | Second tour |
| Candidats      | Candidats             | Étiquette      | Voix         | %            | Voix        | %           |
| -------------- | --------------------- | -------------- | ------------ | ------------ | ----------- | ----------- |
|                | Christophe Grudler*   | MoDem          | 897          | 31,68        | 1 716       | 68,23       |
|                | Jean-Marie Herzog     | UMP            | 657          | 23,21        | 799         | 31,77       |
|                | Jacqueline Guiot      | MRC            | 461          | 16,28        |             |             |
|                | Vivien Wack           | PS             | 416          | 14,69        |             |             |
|                | Claude Paufert        | NPA            | 171          | 6,04         |             |             |
|                | Alain Dreyfus-Schmidt | PRG            | 146          | 5,16         |             |             |
|                | Slimane Gharbi        | RC             | 146          | 5,16         |             |             |
|                |                       |                |              |              |             |             |
| Inscrits       | Inscrits              | Inscrits       | 7 502        | 100,00       | 7 500       | 100,00      |
| Abstentions    | Abstentions           | Abstentions    | 4 540        | 60,52        | 4 598       | 61,31       |
| Votants        | Votants               | Votants        | 2 962        | 39,48        | 2 902       | 38,69       |
| Blancs et nuls | Blancs et nuls        | Blancs et nuls | 131          | 4,42         | 387         | 13,34       |
| Exprimés       | Exprimés              | Exprimés       | 2 831        | 95,58        | 2 515       | 86,66       |

*sortant

### Canton de Belfort-Nord
Conseiller général sortant : Jean-Claude Chérasse (PS)
| Candidats      | Candidats         | Étiquette      | Premier tour | Premier tour | Second tour | Second tour |
| Candidats      | Candidats         | Étiquette      | Voix         | %            | Voix        | %           |
| -------------- | ----------------- | -------------- | ------------ | ------------ | ----------- | ----------- |
|                | Andrée Bailly     | FN             | 538          | 27,38        | 755         | 38,46       |
|                | Marie-José Fleury | PS             | 504          | 25,65        | 1 208       | 61,54       |
|                | Lionel Courbey    | UMP            | 333          | 16,95        |             |             |
|                | Denis Jeangerard  | MRC            | 262          | 13,33        |             |             |
|                | Philippe Legros   | MoDem          | 175          | 8,91         |             |             |
|                | Jean Rausher      | PCF            | 153          | 7,79         |             |             |
|                |                   |                |              |              |             |             |
| Inscrits       | Inscrits          | Inscrits       | 4 803        | 100,00       | 4 802       | 100,00      |
| Abstentions    | Abstentions       | Abstentions    | 2 771        | 57,69        | 2 649       | 55,16       |
| Votants        | Votants           | Votants        | 2 032        | 42,31        | 2 153       | 44,84       |
| Blancs et nuls | Blancs et nuls    | Blancs et nuls | 67           | 3,30         | 190         | 8,82        |
| Exprimés       | Exprimés          | Exprimés       | 1 965        | 96,70        | 1 963       | 91,18       |

### Canton de Belfort-Ouest
| Candidats      | Candidats         | Étiquette      | Premier tour | Premier tour | Second tour | Second tour |
| Candidats      | Candidats         | Étiquette      | Voix         | %            | Voix        | %           |
| -------------- | ----------------- | -------------- | ------------ | ------------ | ----------- | ----------- |
|                | Christian Proust* | MRC            | 470          | 29,05        | 997         | 61,85       |
|                | Gilbert Gressot   | FN             | 384          | 23,73        | 615         | 38,15       |
|                | Bachir Bouhmadou  | RC             | 272          | 16,81        |             |             |
|                | Guy Corvec        | UMP            | 223          | 13,78        |             |             |
|                | Aziz Daoudi       | MoDem          | 163          | 10,07        |             |             |
|                | Mazouz Benzaleri  | PCF            | 106          | 6,55         |             |             |
|                |                   |                |              |              |             |             |
| Inscrits       | Inscrits          | Inscrits       | 4 243        | 100,00       | 4 243       | 100,00      |
| Abstentions    | Abstentions       | Abstentions    | 2 549        | 60,08        | 2 465       | 58,10       |
| Votants        | Votants           | Votants        | 1 694        | 39,92        | 1 778       | 41,90       |
| Blancs et nuls | Blancs et nuls    | Blancs et nuls | 76           | 4,49         | 166         | 9,34        |
| Exprimés       | Exprimés          | Exprimés       | 1 618        | 95,51        | 1 612       | 90,66       |

*sortant

### Canton de Châtenois-les-Forges
| Candidats      | Candidats         | Étiquette      | Premier tour | Premier tour | Second tour | Second tour |
| Candidats      | Candidats         | Étiquette      | Voix         | %            | Voix        | %           |
| -------------- | ----------------- | -------------- | ------------ | ------------ | ----------- | ----------- |
|                | Florian Bouquet   | UMP            | 1 104        | 28,49        | 1 893       | 50,83       |
|                | Daniel Lanquetin* | MRC            | 1 000        | 25,81        | 1 831       | 49,17       |
|                | Marc Archambault  | FN             | 966          | 24,93        |             |             |
|                | Jean Siron        | EÉLV           | 592          | 15,28        |             |             |
|                | José Ardura       | PCF            | 213          | 5,50         |             |             |
|                |                   |                |              |              |             |             |
| Inscrits       | Inscrits          | Inscrits       | 7 737        | 100,00       | 7 738       | 100,00      |
| Abstentions    | Abstentions       | Abstentions    | 3 725        | 48,15        | 3 590       | 46,39       |
| Votants        | Votants           | Votants        | 4 012        | 51,85        | 4 148       | 53,61       |
| Blancs et nuls | Blancs et nuls    | Blancs et nuls | 137          | 3,41         | 424         | 10,22       |
| Exprimés       | Exprimés          | Exprimés       | 3 875        | 96,59        | 3 724       | 89,78       |

*sortant

### Canton de Danjoutin
Conseillère générale sortante : Sylvianne Fleury (PS)
| Candidats      | Candidats         | Étiquette      | Premier tour | Premier tour | Second tour | Second tour |
| Candidats      | Candidats         | Étiquette      | Voix         | %            | Voix        | %           |
| -------------- | ----------------- | -------------- | ------------ | ------------ | ----------- | ----------- |
|                | Daniel Feurtey    | EÉLV           | 1 577        | 40,77        | 2 029       | 53,73       |
|                | Christophe Berger | UMP            | 1 197        | 30,95        | 1 747       | 46,27       |
|                | Patrick Jeanroch  | FN             | 863          | 22,31        |             |             |
|                | François Illana   | PCF            | 231          | 5,97         |             |             |
|                |                   |                |              |              |             |             |
| Inscrits       | Inscrits          | Inscrits       | 7 775        | 100,00       | 7 777       | 100,00      |
| Abstentions    | Abstentions       | Abstentions    | 3 772        | 48,51        | 3 672       | 47,22       |
| Votants        | Votants           | Votants        | 4 003        | 51,49        | 4 105       | 52,78       |
| Blancs et nuls | Blancs et nuls    | Blancs et nuls | 135          | 3,37         | 329         | 8,01        |
| Exprimés       | Exprimés          | Exprimés       | 3 868        | 96,63        | 3 776       | 91,99       |

### Canton d'Offemont
Conseiller général sortant : Michel Reiniche (PS)
| Candidats      | Candidats            | Étiquette      | Premier tour | Premier tour | Second tour | Second tour |
| Candidats      | Candidats            | Étiquette      | Voix         | %            | Voix        | %           |
| -------------- | -------------------- | -------------- | ------------ | ------------ | ----------- | ----------- |
|                | Dominique Retailleau | PS             | 690          | 31,61        | 1 329       | 61,64       |
|                | René Calmelet        | FN             | 513          | 23,50        | 827         | 38,36       |
|                | Jacques Serzian      | UMP            | 483          | 22,13        |             |             |
|                | Vincent Jeudy        | EÉLV           | 383          | 17,54        |             |             |
|                | Jean Parenty         | PCF            | 60           | 2,75         |             |             |
|                | Allel Lounès         | PRG            | 54           | 2,47         |             |             |
|                |                      |                |              |              |             |             |
| Inscrits       | Inscrits             | Inscrits       | 4 445        | 100,00       | 4 445       | 100,00      |
| Abstentions    | Abstentions          | Abstentions    | 2 193        | 49,34        | 2 056       | 46,25       |
| Votants        | Votants              | Votants        | 2 252        | 50,66        | 2 389       | 53,75       |
| Blancs et nuls | Blancs et nuls       | Blancs et nuls | 69           | 3,06         | 233         | 9,75        |
| Exprimés       | Exprimés             | Exprimés       | 2 183        | 96,63        | 2 156       | 90,25       |

*sortant

### Canton de Valdoie
| Candidats      | Candidats       | Étiquette      | Premier tour | Premier tour | Second tour | Second tour |
| Candidats      | Candidats       | Étiquette      | Voix         | %            | Voix        | %           |
| -------------- | --------------- | -------------- | ------------ | ------------ | ----------- | ----------- |
|                | Yves Ackermann* | PS             | 1 796        | 52,24        | 2 220       | 61,02       |
|                | Béatrice Cuenin | UMP            | 1 192        | 34,67        | 1 418       | 38,98       |
|                | André Chamy     | PG             | 299          | 8,70         |             |             |
|                | Saïd Meftah     | PRG            | 151          | 4,39         |             |             |
|                |                 |                |              |              |             |             |
| Inscrits       | Inscrits        | Inscrits       | 7 480        | 100,00       | 7 479       | 100,00      |
| Abstentions    | Abstentions     | Abstentions    | 3 751        | 50,15        | 3 558       | 47,57       |
| Votants        | Votants         | Votants        | 3 729        | 92,20        | 3 921       | 52,43       |
| Blancs et nuls | Blancs et nuls  | Blancs et nuls | 291          | 7,80         | 283         | 7,22        |
| Exprimés       | Exprimés        | Exprimés       | 3 438        | 92,20        | 3 638       | 92,78       |

*sortant